# Homacodontidae
Família pertencente aos Dichobunoidea, onde estão descritos.

## Classificação
Tribo Bunomerycini
- Bunomeryx Wortman, 1898
  - Bunomeryx elegans Wortman, 1898  - Eoceno Médio, Uintano, EUA
  - Bunomeryx montanus - Eoceno Médio, Uintano, EUA
- Hylomeryx Peterson, 1919
  - Hylomeryx annectens Peterson, 1919
  - Hylomeryx quadricuspis - Eoceno Médio, Uintano, EUA
- Mesomeryx Peterson, 1919
  - Mesomeryx grangeri Peterson, 1919 - Eoceno Médio, Uintano, EUA
- Mytonomeryx Gazin, 1955
  - Mytonomeryx scotti Gazin, 1955 - Eoceno Médio, Uintano, EUA
- Pentacemylus Peterson, 1931
  - Pentacemylus leotensis Gazin, 1955 - Eoceno Médio, Uintano, EUA
  - Pentacemylus progressus Peterson, 1931 - Eoceno Médio, Uintano, EUA

Tribo Homacodontini
- Tsaganohyus Kondrashov et alii, 2004
  - Tsaganohyus pecus Kondrashov et alii, 2004 - Eoceno Inferior, Tsagan Khushu, Mongólia
- Hexacodus Gazin, 1952
  - Hexacodus pelodes Gazin, 1952 - Eoceno Inferior, Wasatchiano, EUA
  - Hexacodus uintensis Gazin, 1952 - Eoceno Inferior, Wasatchiano (Wa3), EUA
- Homacodon Marsh, 1872
  - Homacodon vagans Marsh, 1872 - Eoceno Médio, Bridgeriano (Br2B-Br3), EUA
- Microsus Leidy, 1870
  - Microsus cuspidatus Leidy, 1870 - Eoceno Médio, Bridgeriano, EUA
- Texodon West, 1982
  - Texodon meridianus West, 1982 - Eoceno Médio, Uintano, Texas, EUA
- Cadutherium
  - Cadutherium kyaukmagyii - Eoceno Superior, Pondaung, Mianmar
- Asiohomacodon
  - Asiohomacodon myanmarensis - Eoceno Superior, Pondaung, Mianmar
- Limeryx Métais, Qi, Guo & Beard, 2005
  - Limeryx chimaera Métais et alii, 2005 - Eoceno Médio, Shanghuang, China